# Polymera clausa
Polymera clausa är en tvåvingeart som beskrevs av Alexander 1939. Polymera clausa ingår i släktet Polymera och familjen småharkrankar.
Artens utbredningsområde är Ecuador. Inga underarter finns listade i Catalogue of Life.